# Нафта Туркменістану
Нафта Туркменістану

## Запаси, ресурси та поклади нафти
У Туркменістані на кінець XX ст. виявлено 19 нафтових і газонафтових та 65 газових родовищ. Північно-західні райони Туркменістану входять до складу Південно-Каспійської нафтогазоносної провінції. Родовища західної частини Туркменістану (Прибалханський район) входять до складу Прибалхано-Апшеронської зони нафтогазонакопичення. Нафтогазоносність північних і західниї районів Туркменістану пов'язана з антиклінальними зонами в неогенових відкладах, колектори виключно теригенні. Поклади пластові склепінчасті часто тектонічно або літологічно екрановані. Нафти Західно-Туркменської западини нафтенові, метанові і проміжних типів з низьким вмістом S (0,22-0,33 %) і густиною 780-910 кг/м³. Гази метанові з підвищеним вмістом СО2 і N2.
Південний схід туркменського сектора Каспію за результатами сейсморозвідки є найбагатшим з точки зору вуглеводневих ресурсів. За даними «Вестерн Геофізікал» запаси туркменського шельфу Каспію становлять 11 млрд тонн нафти і 5,5 трлн кубометрів газу. За оцінкою експертів компанії Dragon Oil, запаси (розвідані і заздалегідь оцінені) родовищ території "Челекен", до яких належать три морські нафтові родовища: Челекенянгуммез, Джейтун (колишнє ЛАМ) і Джігалібег (колишнє Жданова), становлять 600 млн барелів нафти і 2,3 трлн кубічних футів газу. Тут же знаходиться і свердловина, що показала максимальний добовий дебіт — 2 тис. т. [Нафтогазова Вертикаль].
Туркменські геологи на початку XXI ст. (2004) продовжують розвідувальні роботи на площах Шатут, Небітлідже, Годурдепе, Хазар, Південний Хазар, Акпартлаук, де можливе відкриття великих родовищ нафти.

## Нафтова промисловість
Нафтова промисловість. До 1921 видобуток нафти на Челекені становив 4,4 тис. т. Рівень видобутку нафти у 1975 — 15,5 млн т. Однак родовища швидко виснажуються. Видобуток нафти становив 5,2 млн т в 1992 проти 5,7 млн т в 1988. Видобуток газу і газоконденсату становив 60,1 млрд м³ в 1992 проти 88,3 млрд м³ в 1988. Видобуток нафти і конденсату в 1998 р. в порівнянні з 1997 р. збільшився на 8,3 % до 6,5 млн т, природного газу скоротилася від 17,5 до 14 млрд м³.
Видобуток нафти і конденсату Туркменістану в 2003 р. за експертною оцінкою збільшиться на 50 % — до 13,5 млн т,  газу — на 26 %, до 67,6 млрд м³. У 2002 р. видобуток нафти і конденсату перевищив 9 млн т (в порівнянні з 2001 р. зростання на 12,4 %), видобуток газу становив 53,5 млрд м³ (зростання на 4 %). До 2010 р. в країні планується збільшення видобутку нафти до 50 млн т/рік [Mining J. - 1999. - 333, 8556].
Державна компанія Туркменнафта планує довести видобуток нафти і конденсату до 10 млн т/рік, включаючи 574 тис. т на родовищі Яшілдепе. Іноземні компанії, що працюють за контрактами на умовах СРП, планують добувати 2,6 млн т; державні концерни Туркменгаз і Туркменгеологія — 200 тис. т і 100 тис. т відповідно. Основні райони видобутку вуглеводнів — родовища Челекен, Гундогар Східний-Челекен, Акпатлавук і Готурдепе. Пошуково-розвідувальні роботи заплановані в районах родовищ Корпедже, Гунорта Південне - Гамішліджа, Акпатлавук і Готурдепе. Туркменгаз планує завершити створення газової інфраструктури і почати пробний видобуток на родовищах Газілдепе і Балгуї; збільшити видобуток газу на родовищах Гундогар Східний і Гунбатар Західний-Шатлик. Газові проекти компанії Туркменнафта включають з'єднання трубопроводами експлуатаційних свердловин на родовищі Корпедже (Korpedje) і здійснення програми пошуково-розвідувальних робіт, промислової експлуатації і будівництва інфраструктури на газоконденсатних родовищах Кеїтр, Акпатлавук і Чекічлер [Oil and Gas Journal. 2003. V.101].
Освоюються родовища вуглеводнів і в Західному Туркменістані. На родовищі Шатут закінчена перша розвідувальна свердловина (3500 м). Отримані притоки 250 т нафти і 400 тис. м³ газу на добу. У 2003 ведуться роботи по підключенню свердловини до магістральних трубопроводів. Буриться друга розвідувальна свердловина. Освоєння родовища проводиться відповідно до загального проекту розвитку видобутку нафти і газу в Західному Туркменістані. Проект розвитку видобутку нафти і газу в Західному Туркменістані розрахований на 16 років (2001-2016). Сумарні капіталовкладення по ньому становлять $379 млн. Крім Шатута, в проект включені родовища Небітлідже, Західне Небітлідже, Герчек, Хазар, Сх. Хазар і Акпатлавук (RIGZONE).
На початку XXI ст. розробку нафтових родовищ Туркменістан в акваторії Каспійського моря здійснює англо-арабська компанія Драгон Ойл (“Dragon Oil”), малазійська “Петронас” і данська “Маєрськ Ойл”. 1999 року “Драгон Ойл”  підписала з туркменським урядом угоду про розділ продукції по договірній території "Челекен", на якій розташовані три морські нафтові родовища: Челекенянгуммез, Джейтун і Джігалібег. На початок 2003 року Dragon Oil завершила буріння і ввела в експлуатацію 5 свердловин. Віддача нафтових пластів підвищилася з 6 до 15 тис. барелів нафти на добу. Будується друга самохідна плавуча бурова установка, для неї вже підготовлена точка буріння. Перша морська платформа успішно діє на родовищі Джейтун. До 2006 рівень видобутку нафти буде доведений до 5 млн тонн. Протягом всього періоду дії угоди загальний обсяг видобутої нафти повинен становити приблизно 80 млн тонн. Передбачуваний прибуток Туркменістану від підписаного СРП становитиме $4,7 млрд.
Росія також демонструє зацікавленість у експлуатації туркменських родовищ Каспію. Фірми «ИТЕРА», «Роснефть» і «Зарубежнефть» у 2002 р. створили альянс «Зарит» для розробки 29, 30 і 31 блоків на туркменському шельфі Каспію з 2004 р. Ці блоки розташовані в південно-східній частині Каспію — біля туркмено-іранського водного кордону. Там же розташований блок 28, який є предметом переговорів по угоді про розділ продукції з німецькою компанією «Вінтерсхал» [Turkmenistan.ru].
Обсяг переробки нафти у 2002 р. зріс на 10 % і становив 5734.4 тис. тонн. Експорт нафти — 1817,3 тис. тонн. Виробництво бензину збільшено на 44 %, вуглеводневих зріджених газів — на 91 %. Державний торговий концерн «Туркменнафтогаз» пропонує нові види продукції — поліпропілен і мастила [Нафтогазова Вертикаль].
У 2003 р. Туркменістан мав позитивну динаміку розвитку нафтопереробної промисловості. Два нафтопереробних заводи Туркменістану: Туркменбашинський і Сейдінський за п'ять місяців 2003 р. на 20 % збільшили переробку нафти. При цьому виробництво бензину виросло на 13 %, дизпалива — на 40 %, поліпропілену — на 31 %, коксу нафтового і сланцевого — на 19 %, топкового мазуту — на 70 %. Зростання виробництва нафтопродуктів обумовлюється збільшенням видобутку сировини туркменськими нафтовиками і стабілізацією постачання нафти з прикордонного туркмено-узбецького родовища Кокдумалак, де видобуток здійснюється підприємствами Узбекистану. Імпорт Туркменістаном узбецької нафти у 2003 р. становить 1 млн тонн [Turkmenistan.ru].
У 2004 р Туркменістан планує видобути 15 млн т нафти. З них 11 млн т повинні видобути підприємства державного концерну «Туркменнафта». Безпосередньо в країні намічено переробити 8,2 млн т нафти і випустити 7,7 млн т нафтопродуктів [Turkmenistan.ru].
Туркменистан значними темпами нарощує свій експортний потенціал цінних вуглеводнів і робить це успішніше інших прикаспійських країн. Якщо в 2002 році зростання експорту переробленої нафти склало близько 10 % від видобутку, то за 9 місяців 2003 — близько 20 %. Покупцями нафтопродуктів виступають трейдери з країн Європи, Північної Америки, Східної Азії, Близького Сходу, в тому числі BP, швейцарських Glencore International і Vitol, австрійська Argomar Oil, японська компанія Itochu. При цьому обсяг виробництва і експорту "темних" нафтопродуктів, таких, як мазут, знижується в Туркменистані в середньому на 30 % на рік, а вихід дизельного палива і бензинів, навпаки, збільшується приблизно такими ж темпами. Зростання для марки А-95 становить понад 60 % на рік, а для мастильних масел — понад 800 %. З 2002 року високооктановий туркменський бензин почав надходити на російський ринок. Завдяки реконструкції НПЗ в Туркменбаши (колишній Красноводськ) вартістю понад $1 млрд підвищилася якість продуктів переробки нафти. Після першого етапу реконструкції, завершеного в 2002 році, ТНПЗ забезпечує глибину переробки нафти 85 % проти колишніх 64 %. Німецька фірма Tecknip будує установку гідроочищення дизпалива, робота якої дозволить знизити вміст сірки в ньому в 150 раз — з 0,15 до 0,001 %. Проект Tecknip означає початок другого етапу реконструкції ТНПЗ, однією з цілей якого стане збільшення потужності переробки з 6 млн до 10 млн тонн нафти на рік. Інша мета — виробництво "світлих" нафтопродуктів, повністю відповідних стандартам Європейського союзу. Довгострокова експортна стратегія Туркменістану будується на тому, щоб збільшувати обсяг нафти, що переробляється. У 2020 році він повинен вирости більш ніж на 500 % в порівнянні з рівнем 2003 року і становити 32 млн тонн. Ця нафта буде перероблятися на двох модернізованих заводах і двох нових НПЗ. Відповідно зросте й експорт нафтопродуктів.